# Henri Dulieu
Henri Célestin Eudore Edgard Dulieu (Philippeville, 18 september 1904 - Vorst, 6 januari 1959) was een Belgisch senator en burgemeester.

## Levensloop
Dulieu was beroepshalve sociaal controleur.
In 1938 werd hij verkozen tot gemeenteraadslid van Vorst. Hij werd er schepen van 1940 tot 1947 en burgemeester van 1947 tot aan zijn dood.
In 1955 werd hij BSP-senator voor het arrondissement Brussel en vervulde dit mandaat tot in 1958.